# (541) Deborah
(541) Deborah est un astéroïde de la ceinture principale découvert par Max Wolf le 4 août 1904. Il a été ainsi baptisé en référence au personnage biblique de Débora.